# Varial flip
 (mai 2009).
Si vous disposez d'ouvrages ou d'articles de référence ou si vous connaissez des sites web de qualité traitant du thème abordé ici, merci de compléter l'article en donnant les références utiles à sa vérifiabilité et en les liant à la section « Notes et références ».
Le varial flip, également appelé varial kickflip, est une figure de skateboard. Il s'agit de faire effectuer à la planche une rotation de 180° (Pop shove-it) tout en la faisant flipper (kickflip).[réf. nécessaire]

## Variations
- Si la rotation est de 360°, on parlera de 3-6 flip.
- Si le corps effectue la même rotation que la planche, on parlera de Flip 180° (frontside flip ou de backside flip selon le sens de la rotation du corps).
- Si la planche flippe dans l'autre sens (dans le sens d'un heelflip), on parlera de Inward heelflip.
- Si la planche effectue un varial flip avec le nose qui pointe en direction du sol, on parlera alors de Foward Flip ou Dolphin Flip.